# Kolsåsbanen
Kolsåsbanen er en af de fire vestlige baner på T-banen i Oslo, der ligger mellem Majorstuen og Kolsås.
Banen betjenes af T-banens linje 3, der går mellem Kolsås og Mortensrud på den østlige Østensjøbanen.

## Historie
Kristiania Elektriske Sporvei drev fra 1894 en sporvejslinje fra Jernbanetorget til Majorstuen med sidespor til Skarpsno. Denne blev forlænget til Skøyen i 1903 (Skøyenlinjen) og 19. maj 1919 til Lilleaker med eget tracé fra Skøyen (Lilleakerbanen).
I 1921 afgav Bærum kommune jord til en forlængelse til Bekkestua, der blev åbnet 1. juli 1924. 3. november samme år forlængedes strækningen til Haslum. Da Oslo kommune overtog det meste af linjenettet i Oslo som Oslo Sporveier A/S i 1924 flyttede Kristiania Elektriske Sporvei til Avløs og blev videreført som Bærumsbanen. Ved Avløs Station blev der bygget værksted og remise, og selskabet fortsatte med at drive den tidligere Lilleakerbanen. Endestationen i Oslo blev ændret til Wessels plass. I den modsatte ende forlængedes Bærumsbanen til Kolsås 1. januar 1930, dog med enkeltspor fra Valler, da det ikke var råd til dobbeltspor før 1942. 
Efter åbningen af den østlige sporvej Østensjøbanen i 1926 (nu en del af T-banen) var det ønskeligt at få gennemgående trafik og efter mange forhandlinger, der blandt andet medførte, at Oslo Sporveier overtog Bærumsbanen, kom der gennemgående vogne fra Oppsal til Kolsås som den såkaldte Østensjø–Bærumsbanen fra 4. januar 1937.
I 1942 blev der bygget en forbindelse mellem Lysakerelven og Sørbyhaugen Station på Røabanen, så der nu kørtes fra Kolsås ad den nye strækning og Røabanen til Majorstuen og videre gennem Fellestunnelen til Nationaltheatret. Dermed fik Kolsåsbanen sit nuværende forløb. Lilleaker–Østensjøbanen fortsatte med at køre mellem Jar og Oppsal. Ændringen blev gennemført 15. juni 1942.
Fra 1942 til 1982 blev banen trafikeret af brede mørkeblå vogne af type C. Til at begynde med blev der leveret 8 vogne fra Skabo med numrene 301-308. I 1943/1944 skaffede man to vogne til ved at give to gamle A-vogne nye undervogne og ny elektrisk udrustning. De fik litra D og numrene 401-402. I slutningen af 1940'erne begyndte man at bygge vogne på Bærumsbanens værksted i Avløs. Fra 1949 til 1966 blev der leveret ni vogne med numrene 403-411. I alt var der 17 C-vogne i drift på banen i 1966. Oprindeligt kunne 300- og 400-vognene dog ikke kobles med hinanden. I 1960'erne gik man imidlertid over til Siemens køresystem med dødmandsknap, hvilket førte til at alle vogne kunne kobles efter at være bygget om. Vognene 408 og 409 blev dog ikke bygget om.
I 1960 fik banen to T-vogne fra NEBB, der var tænkt som prototyper for de nye T-baner i det østlige Oslo. De fik nummer 451 og 452 omkring 1970. I 1982 blev de fleste C-vogne sendt til Majorstuen for at køre på de andre vestlige linjer. De ældste vogne, 301-308, blev omnummereret til 421-428. I stedet overtog de nybyggede og ombyggede 1300-vogne (1301-1349) det meste af trafikken på banen. De første år blev der kørt med enmandsbetjening, hvilket gav anledning til forsinkelser.

### Opgradering
Midt i 1990'erne blev de vestlige og østlige T-baner forbundet, men selvom om der nu kun var et T-banenet med gennemgående drift, var der stadig en del forskelle. På blandt andet Kolsåsbanen benyttede således køreledninger, mens de østlige baner benyttede strømskinne, så det i en årrække var nødvendigt med tog, der kunne håndtere begge systemer. Kolsåsbanen blev dog ombygget provisorisk, så den kunne betjenes af tog med tre vogne. Det blev imidlertid besluttet at opgradere banen til såkaldt metrostandard og ombygge den med strømskinne.
I første omgang blev banen dog nedlagt vest for Bekkestua Station fra 1. juli 2003 til 21. november 2004. Derefter var banen i fuld drift frem til ombygningen startede 1. juli 2006, hvor den blev lukket helt fra Husebybakken Station der ligger mellem Smestad og Montebello. Strækningen mellem Jar og Bekkestua kunne imidlertid betjenes af både sporvogne og T-bane, hvilket benyttedes til at forlænge sporvejslinje 13 til Bekkestua fra 20. august 2007 til 15. februar 2009. Derefter blev sporvejstrafikken indstillet, fordi arbejdet med opgradering i Bærum blev sat i gang.
Strækningen mellem Montebello og Åsjordet genåbnede 18. august 2008 efter at være blevet opgraderet til metrostandard. Strækningen Bjørnsletta - Jar genåbnede 1. december 2010, 15. august 2011 kom man til Bekkestua, 8. oktober 2012 genåbnede Gjønnes Station, og 15. december gjaldt det Haslum og Avløs Stationer. Avløs fungerede som midlertidig endestation frem til åbningen af resten af strækningen 12. oktober 2014.
I forbindelse med opgraderingen blev Lysakerelven Station og Gamle Bjørnsletta Station erstattet af den nye Bjørnsletta stasjon. Den er placeret mellem de to gamle stationer men nærmest den gamle Lysakerelven Station. I Bærum blev Egne hjem nedlagt, Tjernsrud og Ringstabekk blev slået sammen til Ringstabekk, og Valler og Gjettum blev slået sammen til Gjettum men omtrent på Vallers gamle plads.
Der var forslag fremme om at forlænge banen til Rykkinn eller Bærums Verk med 3-4 stationer. Det ville imidlertid komme til at koste mere end antaget, og i 2008 blev projektet derfor foreløbigt lagt på is.

### Togbusser
Som erstatning for den del af banen, der ikke blev trafikeret, oprettede Ruter buslinjerne 42, 43, 44 og 142 fra 1. juli 2006. Linje 42 kørte mellem Majorstuen og Kolsås med en linjeføring, der gjorde at den betjente alle de lukkede T-banestationer med undtagelse af Egne hjem og Tjernsrud. Linje 43 kørte mellem Smestad og Åsjordet som betjening af Åsjordet Station, mens linje 44 kørte mellem Majorstuen og Ullernåsen som betjening af Ullernåsen Station. Desuden kørte linje 142 Kolsås - Bekkestua - Jernbanetorget via Europavej E18, Vika og Nationaltheatret men kun i den aktuelle retning i myldretiden.
Da T-banen blev forlænget til Åsjordet 18. august 2008 blev buslinje 43 og 44 nedlagt. Efter at T-banen blev forlænget til Jar, blev linje 42 afkortet til kun at køre mellem Jar og Kolsås. Efter at T-banen blev forlænget til Bekkestua i 2011 blev linje 42 nedlagt, mens linje 142 blev ændret til at køre mellem Bekkestua og Kolsås i hele driftsdøgnet.